# П'ятизірковий фінал
П'ятизірковий фінал (англ. Five Star Final) — американський фільм-нуар режисера Мервіна Лероя 1931 року. В 1932 році був номінований на премію «Оскар» за найкращий фільм.

## Сюжет
Про нелюдяність і аморальність жовтої преси, яка погубила в гонитві за сенсацією нормальну, щасливу сім'ю.

## У ролях
- Едвард Г. Робінсон — Рендалл
- Меріен Марш — Дженні Таунсенд
- Х. Б. Ворнер — Майкл Таунсенд
- Ентоні Бушнелл — Філліп Вікс
- Джордж Е. Стоун — Зіггі Файнштейн
- Френсіс Старр — Ненсі «Воріс» Таунсенд
- Она Мансон — Кітті Кармоді
- Борис Карлофф — Ізопод
- Елін МакМеон — міс Тейлор